# Ṽ
La V con virgulilla (mayúscula: Ṽ minúscula: ṽ), es un grafema adicional del alfabeto latino, utilizado en la escritura de maskelynes en Oceanía y en varias notaciones fonéticas.

## Uso
En el Alfabeto Fonético Internacional /ṽ/ representa una fricativa labiodental sonora nasalizada, y en notaciones fonológicas /Ṽ/ puede representar cualquier vocal nasalizada (/V/ indica una vocal, a diferencia de /C/ indica una consonante). Su minúscula /ṽ/ se utiliza en ciertas notaciones fonéticas específicas del irlandés antiguo para indicar la lenición de la consonante /m/ con la nasalización de la vocal que la sigue, a veces también anotada /μ/.

## Codificación
La V con virgulilla se puede representar con el siguiente carácter Unicode:
| forma     | representación | puntos de código | descripción                             |
| --------- | -------------- | ---------------- | --------------------------------------- |
| Mayúscula | Ṽ              | U+1E7C           | letra mayúscula latina v con virgulilla |
| minúscula | ṽ              | U+1E7D           | letra minúscula latina v con virgulilla |